# Diplotaxis villosa
Diplotaxis villosa là một loài thực vật có hoa trong họ Cải. Loài này được Boulos & Jallad mô tả khoa học đầu tiên năm 1975 publ. 1976.